# Lilja zauvijek
Lilja zauvijek (originalni naziv: Lilja 4-ever) je švedska drama iz 2002. koju je režirao Lukas Moodysson.

## O filmu
Lilja 4-ever je film o Trgovanju ljudima. Radnja filma je temeljena na životnoj priči Dangoule Rasalaite, koja dolazi u Švedsku iz Litve kao šesnaestogodišnjakinja i koja je prodana kao bijelo roblje u Švedskoj, i koja okončava svoj život skokom s jednog mosta u Malmöu.  Radnja filma se odigrava u bivšem Sovjetskom Savezu i Švedskoj. Imena mjesta nisu specificirana u filmu, ali kadrovi su snimani u Tallinnu i Paldiskom u Estoniji i Malmöu u Švedskoj.

## Radnja filma
Lilja (glumi je Oksana Akinsjina) je 16-ogodišnja djevojčica koja živi zajedno sa svojom majkom u Litvi. Njena majka je upoznala čovjeka koji ju je obećao dovesti u SAD i koja kasnije govori Lilji da ona neće poći za SAD, već da će ostati u mjestu u kojem živi.
Lilja ostaje sama a brigu o njoj preuzima tetka Ana, koja je prisiljava odmah da se preseli u drugi stan i da se sama bori kako bi zaradila novac i hranu. Lilja i njena najbolja prijateljica Nataša odlaze u noćni klub i te večeri se Nataša prostituira. Kada je Natašin otac pronašao veliku sumu novca kod Nataše ona tvrdi da su to Liljini novci, i da ih je ona dobila od Lilje na čuvanje kada se Lilja prostituirala. Lilja dolazi na zao glas da je prostitutka, što je kasnije i uvodi u krug prostitucije i zlouporabe.
Pošto ju je Nataša ostavila, jedini prijatelj kojeg ima je 14-ogodišnji prijatelj Volođa. Kada mladić Andrej ulazi u njen život i postaje njen dečko koji joj obećava novi život i posao u Švedskoj, ona povjeruje da ju je sustigla sreća. No u zbilji to je početak noćne more za Lilju. Andrej je samo dio organiziranog lanca trgovine bijelim robljem. Poslije dolaska u Švedsku, Lilju se zlouporabi na najnedostojnije načine. U snu Lilja bježi da bi susrela Volođu. U zbilji uspijeva pobjeći iz svog zatočeništva i počiniti samoubojstvo skačući s mosta.
Film počinje i završava istom sekvencom uz glazbu Rammsteina.